# مؤسسة محمد السادس للعلماء الأفارقة
مؤسسة محمد السادس للعلماء الأفارقة هي مؤسسة دينية إسلامية، تُعنى بالتعاون بين علماء المغرب وعلماء باقي البلدان الإفريقية من جهة، وبين هؤلاء بعضهم مع البعض من جهة أخرى، على ما يحفظ الدين من التشويه والتطرف وما يجعل قيمه السمحة في خدمة الاستقرار والتنمية في هذه البلدان. تأسست في 13 يوليو 2015 ويرأسها الملك المغربي محمد السادس، ويقع مقرها في مدينة فاس في المملكة المغربية.

## الخلفية التاريخية
بفضل عوامل جغرافية وتاريخية تشكلت بين المغرب والبلدان الإفريقية الأخرى روابط جعلت المملكة تحرص على الحفاظ على علاقات متميزة مبنية على ثوابت مشتركة مع هذه البلدان. وظلت هذه العلاقات عبر التاريخ متينة لم تتأثر بالأيديولوجيات الوافدة ولا بالأطماع الاستعمارية، وأثمرت رغبة مشتركة لدى الجميع في خلق وتطوير آليات للتعاون خاصة في المجال العلمي والروحي. من هذا المنطلق جاء إحداث مؤسسة محمد السادس للعلماء الأفارقة ثمرة لهذا التعاون من أجل أن تكون إطارا لتوحيد الجهود بين علماء القارة الإفريقية.

## التأسيس
بمبادرة من الملك محمد السادس ملك المملكة المغربية تم الإعلان عن تأسيس مؤسسة محمد السادس للعلماء الأفارقة بالقصر الملكي بالدار البيضاء ليلة 26 رمضان 1436 هـ موافق 13 يوليوز 2015، بموجب الظهير الملكي رقم 1.15.75 الصادر في 7 رمضان 1436 هـ الموافق لـ 24 يونيو 2015.

## الأهداف
تعمل  المؤسسة على توحيد جهود العلماء المسلمين في المغرب وباقي البلدان الإفريقية، وتساهم في تفعيل وترسيخ قيم التسامح والعيش المشترك والاعتدال في المجتمعات الإفريقية من أجل تنمية شاملة في القارة. كما أنها تشتغل على إحياء التراث الإسلامي وإقامة الأنشطة الفكرية والثقافية التي من شأنها إعطاء حركية جديدة في المجال الإسلامي. وتتعاون مع كل الهيئات والمنظمات والمراكز التي تشترك معها في الأهداف والغايات..

## المقر
يوجد مقر مؤسسة محمد السادس للعلماء الأفارقة في فاس بعد تحويله من مدينة الرباط بموجب الظهير الملكي رقم 1.16.81 الصادر بتاريخ 16 رمضان 1437 هـ الموافق لـ 22 يونيو 2016.

## الأجهزة
تتكون أجهزة مؤسسة محمد السادس للعلماء الأفارقة من:
- المجلس الأعلى
- المكتب التنفيذي
- الرئاسة المنتدبة
- الأمانة العامة
- الإدارة المالية

### المجلس الأعلى

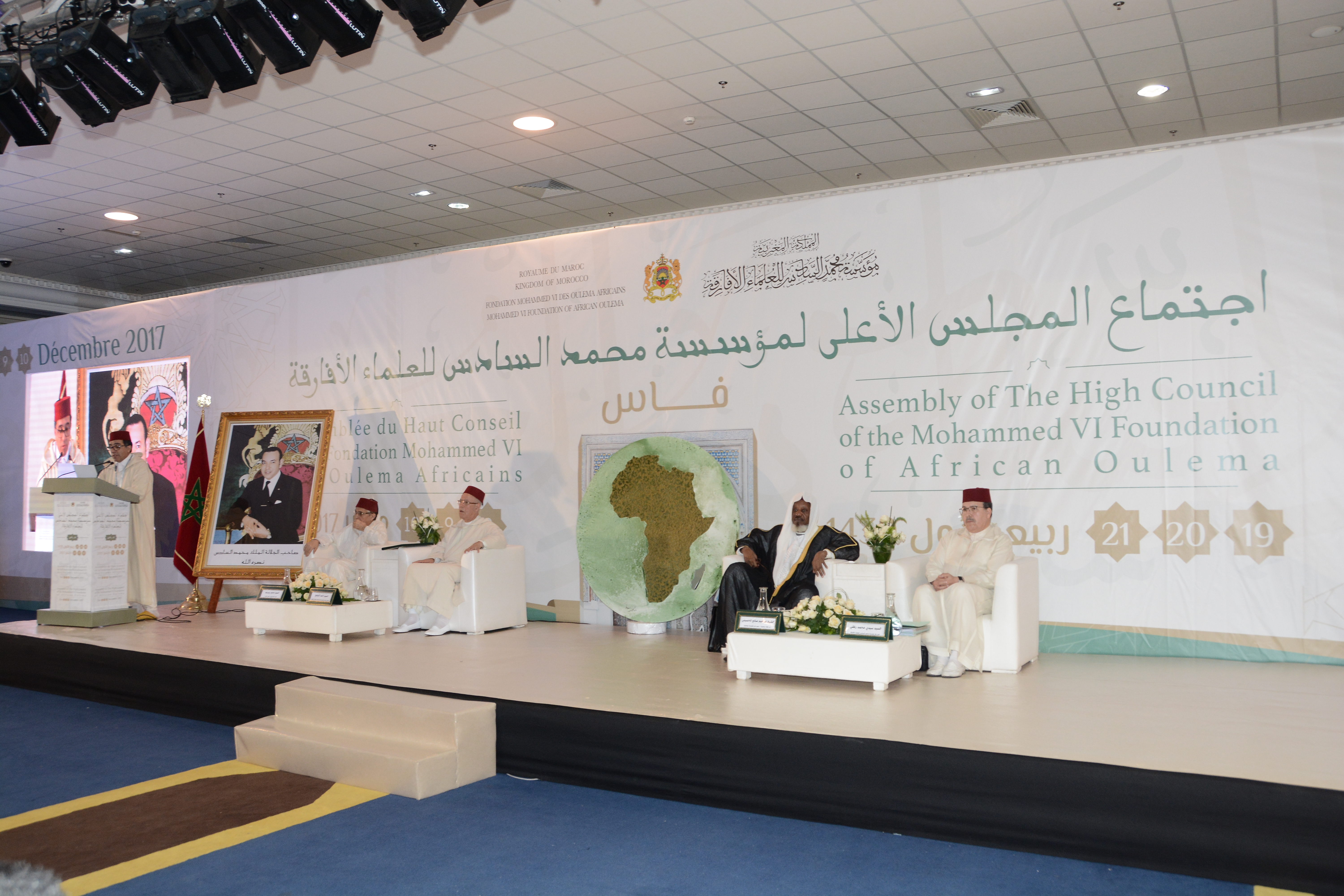
اجتماع المجلس الأعلى لمؤسسة محمد السادس للعلماء الأفارقة 2017

يسهر المجلس الأعلى للمؤسسة على صياغة توجهاتها العامة وإعداد برنامجها السنوي واعتماده. ويقوم بدراسة القضايا المحالة عليه من قبل رئيس المؤسسة ودراسة المشاريع المتعلقة بميزانية المؤسسة ونظامها الداخلي ثم يعرض ذلك للمصادقة عليه من المجلس نفسه. كما يسهر المجلس على إعداد التقارير السنوية المتعلقة بأنشطتها والمصادقة عليها. ويعرض المجلس على رئيس المؤسسة طلبات العضوية الجديدة بعد دراستها.

#### أعضاء المجلس الأعلى
فيما يلي قائمة العلماء المغاربة أعضاء المجلس الأعلى لمؤسسة محمد السادس للعلماء الأفارقة:
| ر.ت | الاسم                             | الصفة                                                  |
| 1   | الأستاذ محمد يسف                  | الأمين العام للمجلس العلمي الأعلى                      |
| 2   | السيد أحمد عبادي                  | الأمين العام للرابطة المحمدية للعلماء                  |
| 3   | السيد آمال جلال                   | رئيس جامعة القرويين                                    |
| 4   | السيد أحمد الخمليشي               | مدير دار الحديث الحسنية                                |
| 5   | السيد مصطفى بنحمزة                | رئيس المجلس العلمي الجهوي لجهة الشرق                   |
| 6   | السيد عبد الحي عمور               | رئيس المجلس العلمي المحلي لفاس                         |
| 7   | السيد الحسين وكاك                 | رئيس المجلس العلمي المحلي لتزنيت                       |
| 8   | السيد عزالدين المعيار الإدريسي    | رئيس المجلس العلمي المحلي لمراكش                       |
| 9   | السيد عبد الغفور الناصر           | رئيس المجلس العلمي المحلي لتطوان                       |
| 10  | السيد ادريس بن الضاوية            | رئيس المجلس العلمي المحلي للعرائش                      |
| 11  | السيد محمد الراوندي (تـ 2020 م)   | عضو المجلس العلمي الأعلى                               |
| 12  | الشيخ لارباس الشيخ ماء العينين    | رئيس المجلس العلمي المحلي للعيون                       |
| 13  | السيد حسن أمين                    | رئيس المجلس العلمي المحلي لعمالة مقاطعات عين الشق      |
| 14  | السيد عبد الله اكديرة (تـ 2020 م) | رئيس المجلس العلمي المحلي للرباط                       |
| 15  | السيدة سعاد رحائم                 | عضو المجلس العلمي المحلي بالجديدة                      |
| 16  | السيدة نعيمة بنيس                 | عضو المجلس العلمي المحلي بفاس                          |
| 17  | السيد اليزيد الراضي               | رئيس المجلس العلمي المحلي لتارودانت                    |
| 18  | السيدة وداد العيدوني              | عضو المجلس العلمي المحلي بطنجة                         |
| 19  | السيدة زهراء ناجية الزهراوي       | عضو بالمجلس العلمي المحلي بمراكش                       |
| 20  | السيد عبد السلام الأزعر           | مدير معهد محمد السادس لتكوين الأئمة المرشدين والمرشدات |

### المكتب التنفيذي
يقوم المكتب التنفيذي بالمهام التالية:
- يتكلف المكتب التنفيذي في السهر على حسن سير عمل المؤسسة وذلك باتخاذ الإجراءات والخطوات العملية الكفيلة بتطويرها.
- يعد المكتب المشاريع والبرامج والتقارير المتعلقة بالمؤسسة وأنشطتها ويعرضها على المجلس الأعلى للمؤسسة للمصادقة عليها.

### الرئاسة المنتدبة
يعين الرئيس المنتدب بظهيرشريف ويعهد إليه تسيير شؤون المؤسسة، والسهر على حسن تدبيرها والتحضير لعقد اجتماعات المجلس الأعلى. كما تعهد إليه أيضا مسؤولية تنفيذ القرارات الصادرة عن أجهزة المؤسسة، وإعداد تقرير سنوي عن حصيلة عمل المؤسسة.
ويشغل السيد أحمد التوفيق هذا المنصب منذ إحداث المؤسسة.

### الأمانة العامة
يعين الأمين العام بظهيرشريف وذلك باقتراح من الرئيس المنتدب للمؤسسة، ويتكلف بمساعدة الرئيس المنتدب في القيام بمهامه.

### الإدارة المالية
يعين المدير المالي بظهيرشريف باقتراح من الرئيس المنتدب للمؤسسة، ويتولى إعداد وتسيير وضبط الشؤون المالية للمؤسسة.

## العضوية
يتولى رئيس المؤسسة منح العضوية في المؤسسة، وذلك إما بمبادرة منه، أو باقتراح من المجلس الأعلى، للشخصيات المعروفة بمكانتها العلمية وذات باع في مجال العلوم الإسلامية، الحاملة للجنسية المغربية، أو لجنسية بلد من بلدان إفريقيا.

## الفروع
لمؤسسة محمد السادس للعلماء الأفارقة 48 فرعاً في ربوع القارة الإفريقية تشتغل وفق الاحترام التام للقوانين والأنظمة الجاري بها العمل في بلدانها.

### لائحة الفروع
فيما يلي قائمة بفروع المؤسسة:
| - فرع جمهورية النيجر - فرع جمهورية كينيا - فرع جمهورية الصومال الفدرالية - فرع جمهورية بوركينا فاسو - فرع جمهورية تشاد - فرع جمهورية جزر القمر - فرع جمهورية بنين - فرع جمهورية غامبيا - فرع جمهورية موريتانيا - فرع جمهورية مالي - فرع جمهورية السنغال - فرع جمهورية السودان | - فرع جمهورية جيبوتي - فرع جمهورية غينيا بيساو - فرع جمهورية ليبيريا - فرع جمهورية ساوتومي - فرع جمهورية رواندا - فرع جمهورية مالاوي - فرع جمهورية أنغولا - فرع جمهورية إفريقيا الوسطى - فرع جمهورية الغابون - فرع جمهورية السرياليون - فرع جمهورية مدغشقر - فرع جمهورية أوغندا | - فرع جمهورية جنوب أفريقيا - فرع جمهورية غانا - فرع جمهورية إثيوبيا - فرع جمهورية نيجيريا - فرع جمهورية الكوت ديفوار - فرع جمهورية الكاميرون - فرع جمهورية الكونغو الديمقراطية - فرع جمهورية التوغو - فرع جمهورية غينيا - فرع جمهورية تانزانيا - فرع جمهورية بوروندي - فرع جمهورية بوتسوانا | - فرع جمهورية الكونغو - فرع جمهورية الرأس الأخضر - فرع مملكة إسواتيني - فرع جمهورية غينيا الاستوائية - فرع مملكة ليسوتو - فرع جمهورية موريشيوس - فرع جمهورية موزمبيق - فرع جمهورية ناميبيا - فرع جمهورية جنوب السودان - فرع دولة سيشل - فرع جمهورية زامبيا - فرع جمهورية زيمبابوي |

## الأنشطة
نظمت مؤسسة محمد السادس للعلماء الأفارقة منذ تأسيسها مجموعة من الأنشطة الثقافية والدينية في المغرب ومختلف بلدان فروعها في إفريقيا تتنوع بين المحاضرات والندوات العلمية والملتقيات الثقافية ومسابقات قرآنية.

## وصلات خارجية
- الموقع الرسمي لمؤسسة محمد السادس للعلماء الأفارقة على شبكة الأنترنت
- الموقع الإلكتروني لمجلة العلماء الأفارقة
- قائمة أنشطة مؤسسة محمد السادس للعلماء الأفارقة

- الموقع الرسمي